# Ulica Brzeska we Wrocławiu
Ulica Brzeska – jedna z ulic Przedmieścia Oławskiego we Wrocławiu, jest jednocześnie najdalej wysunięta na południe, w kierunku terenów kolejowych, ulicą tego osiedla.
Nazwa ulicy pochodzi od miasta Brzeg w województwie opolskim, przed rokiem 1945 niemiecka nazwa ulicy – Briegerstrasse  oznaczała to samo.
Ulica została wytyczona poprzez regulacje około roku 1897, zabudowywana była stopniowo kamienicami czynszowymi po roku 1900. Większość kamienic wybudował w roku 1905 przedsiębiorca Gölnitz według projektu F. Eugena. Kamienice przy ulicy Brzeskiej charakteryzują się płaską elewacją z płytką secesyjną reliefową dekoracją oraz licznymi balkonami i szczytami zwiększającymi malowniczość bryły.
Po roku 1945 część zniszczonej zabudowy po południowej stronie ulicy Brzeskiej została rozebrana. Wskutek braku remontów w ostatnich dziesięcioleciach stan kamienic tworzących zabudowę jest zły.